# Salvador García de Pruneda
Salvador García de Pruneda y Ledesma (Madrid, 1912-ibídem, 1996) fue un escritor y diplomático español.

## Biografía
Hijo de militar, pasó su niñez y adolescencia en Ceuta y Guadalajara. En 1928 se fue a Madrid, donde se licenció en Derecho y en Filosofía y Letras, tras lo cual fue becado por la Junta de Ampliación de Estudios, ampliando su formación en Inglaterra. Ejerció de profesor de español en la Mill High School de Londres en 1933. Al estallar la Guerra Civil, regresó a España y combatió en el Ejército Nacional. Llegó a ser capitán del cuerpo de ingenieros y participó en la defensa del cuartel de la Montaña. Tras la Guerra Civil, ingresó en la Escuela Diplomática, siendo embajador en Túnez, Etiopía y Hungría. Fue profesor auxiliar de Derecho Internacional Privado de la Universidad de Madrid.

## Obra
Novela
- La soledad de Alcuneza (1961).[2]
- La encrucijada de Carabanchel (1963). Premio Nacional de Literatura en la modalidad de Narrativa.
- La puerta falsa (1969).
- El Corpus Christi de Francisco Sánchez (1971).
- Ceuta en el umbral (1977).
- Jalima (1980).
- La primavera triste (1982).
- Hoja de servicios del teniente de Farnesio (1983).